# ヒリュウシダ属

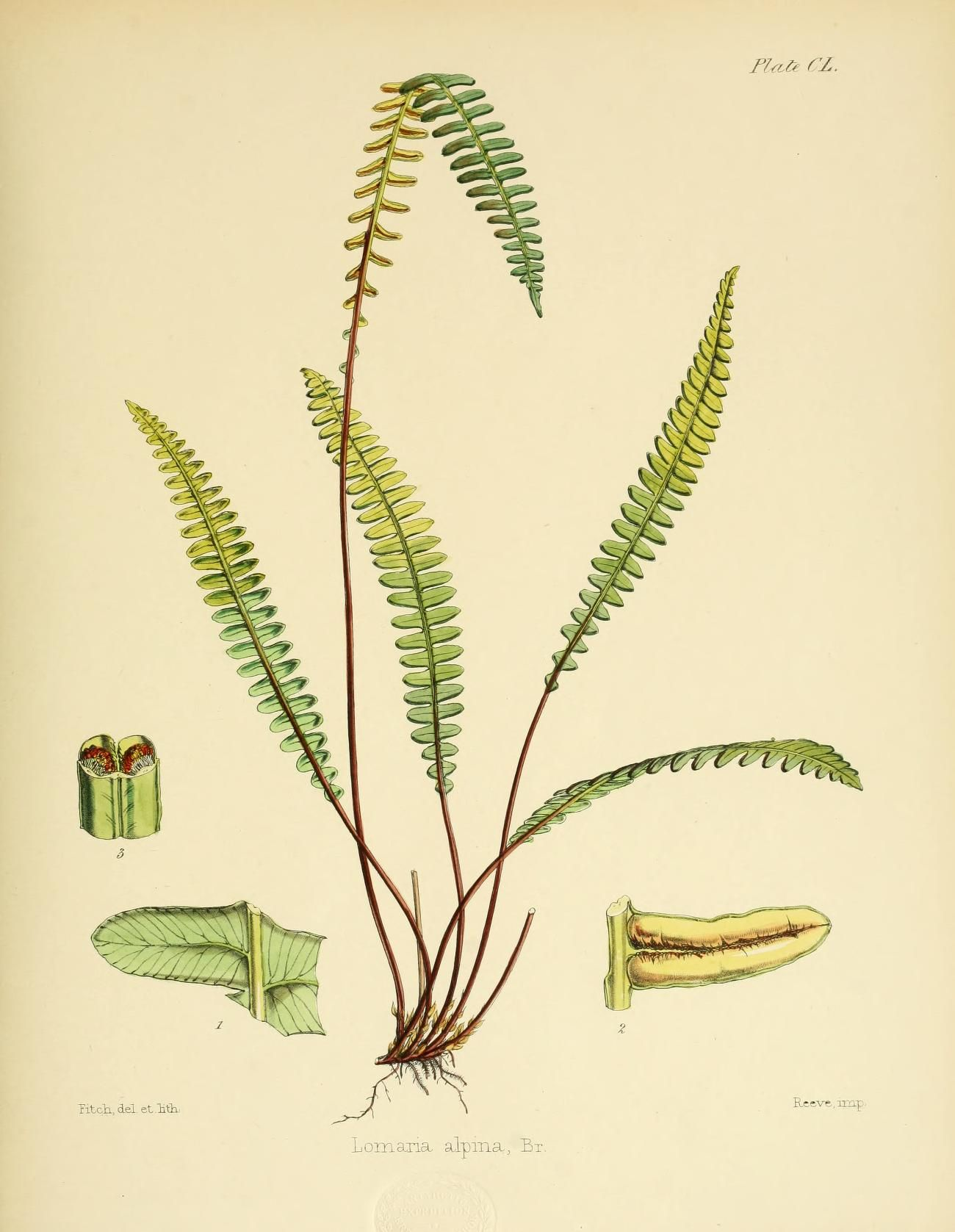
B. penna-marina・図版

ヒリュウシダ属 Blechnum は、シシガシラ科に所属するシダ植物の1群。単羽状複葉の葉を付け、胞子嚢群は裂片の中肋に沿って伸びる。

## 特徴
根茎は直立するかまたは僅かに匍匐し、多数の葉を密生する。幅が狭くて縁が滑らかな鱗片を付ける。一部には木生シダになる種がある。
葉は多くは単羽状となるが、単葉のものもある。葉質はやや厚手。側羽片は数が多く、それぞれは細長くて縁が滑らか。主軸や羽片の軸の表に溝があるが、それらが互いに流れ込むようにはなっていない。葉脈は遊離しているか、胞子嚢群で繋がりあう。栄養葉と胞子葉が分かれるものと分かれないものがあり、区別がある場合には、胞子葉の方が羽片の幅が狭い。
胞子嚢群は細長く伸びた形で、中肋に沿って伸びる。苞膜は胞子嚢群を覆って細長く、中肋の反対側で葉に繋がり、中肋に向かって裂開する。

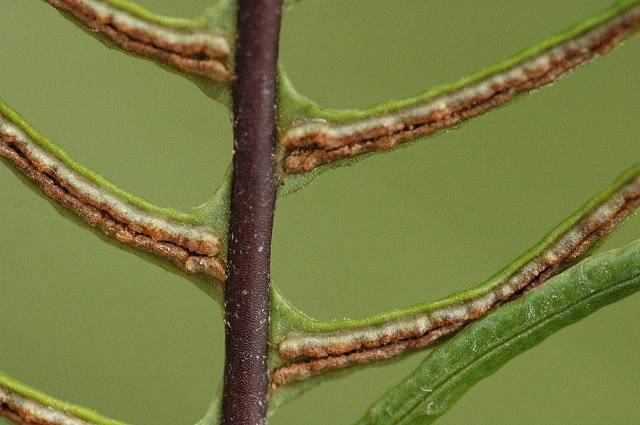
胞子嚢群 B. spican（胞子葉が分化するタイプ）
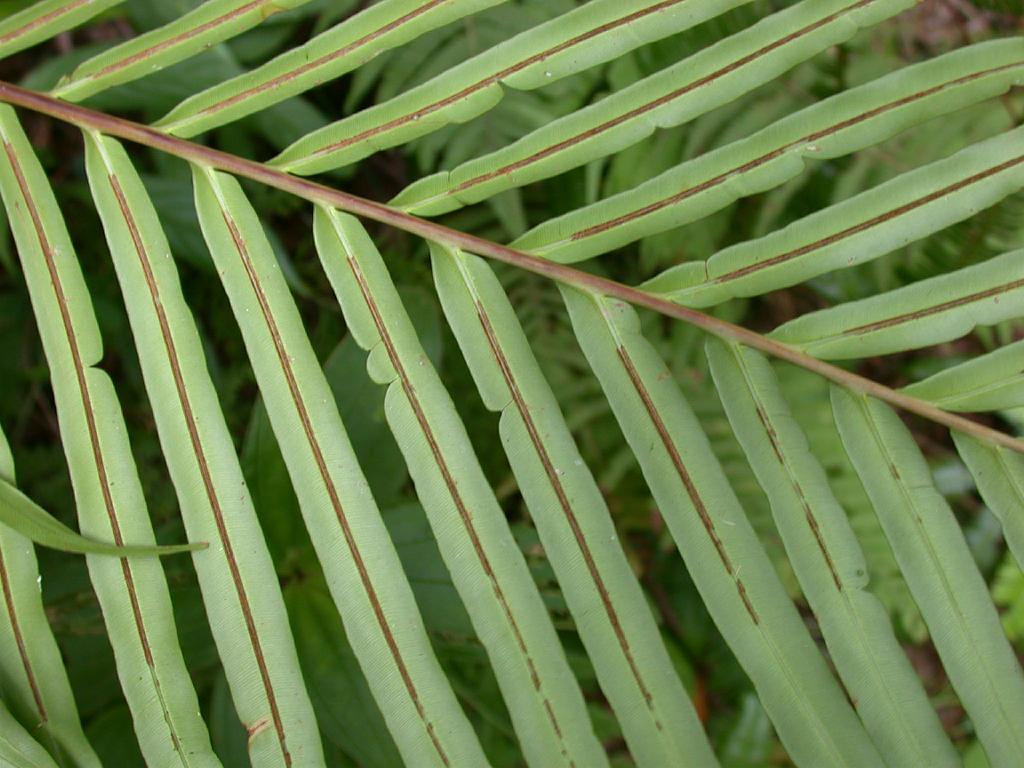
同・ヒリュウシダ（分化しないタイプ）
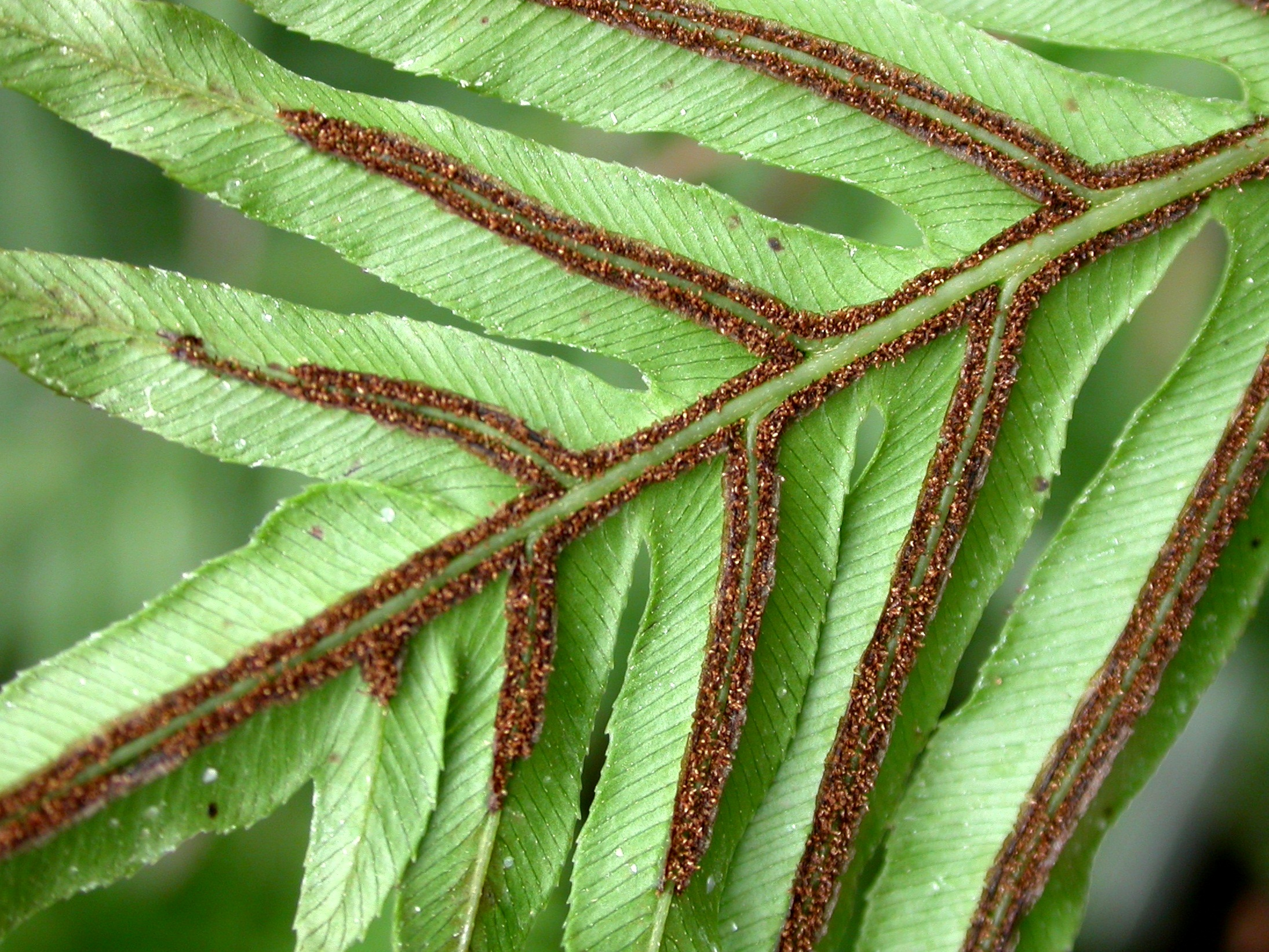
同・B. brasiliense 主軸にまで流れている例

## 分布など
シシガシラ科の中では本属はもっとも多様性に富み、大部分が南半球に分布する。大きさではニュージーランドの B. nigrum は葉の長さが10cmにしかならず、他方でチリのファン・フェルナンデス諸島に固有のソテツバシシガシラ B. cycadifolium は木生シダで、高さ1.5m以上、茎の径は20cmに達する。

## 分類
約200種が知られる。この内で栄養葉と胞子葉の2形が明らかなものだけをまとめてシシガシラ属 Struthiopteris とする扱いもある。その場合、この属には約150種が含まれる。ただし本科の内でこれらの属に含まれるものの近縁性は明らかなので、区別すべきでないと岩槻編(1992)は述べている。
日本には以下の5種がある。ただしハクウンシダについては疑問とのこと。ちなみにこの内で葉に2形がないのはヒリュウシダのみである。
- Blechnum　ヒリュウシダ属
  - B. orientale　ヒリュウシダ
  - B. niponicum　シシガシラ
  - B. hancockii　ハクウンシダ
  - B. amabile　オサシダ
  - B. castaneum　ミヤマシシガシラ

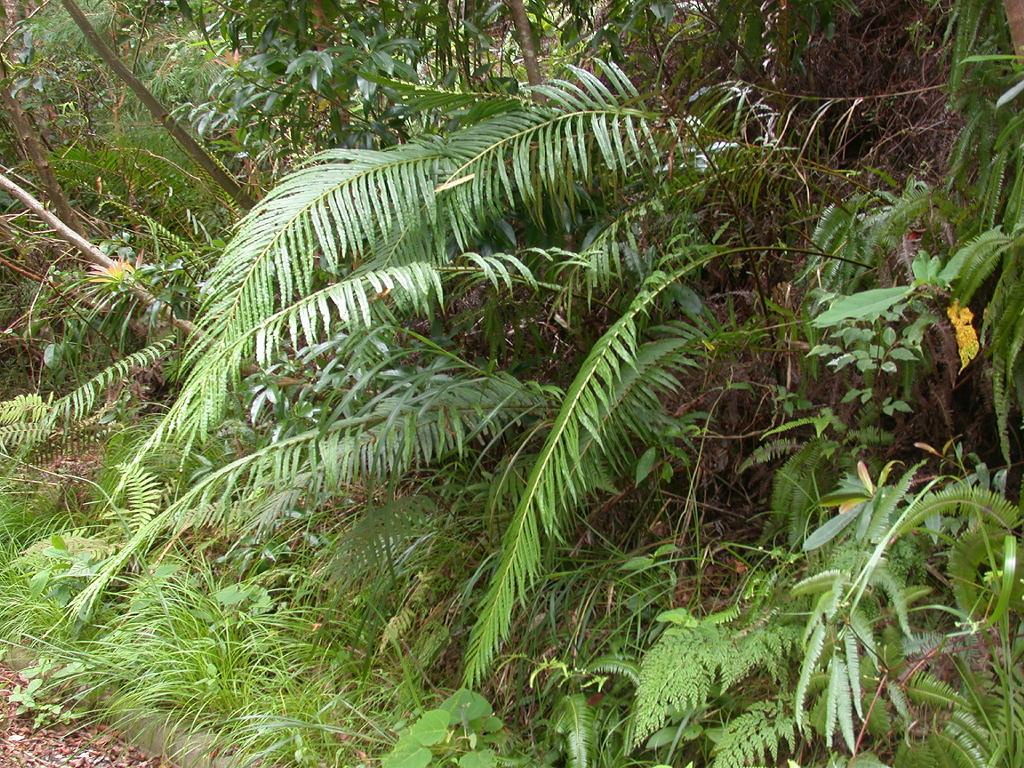
ヒリュウシダ
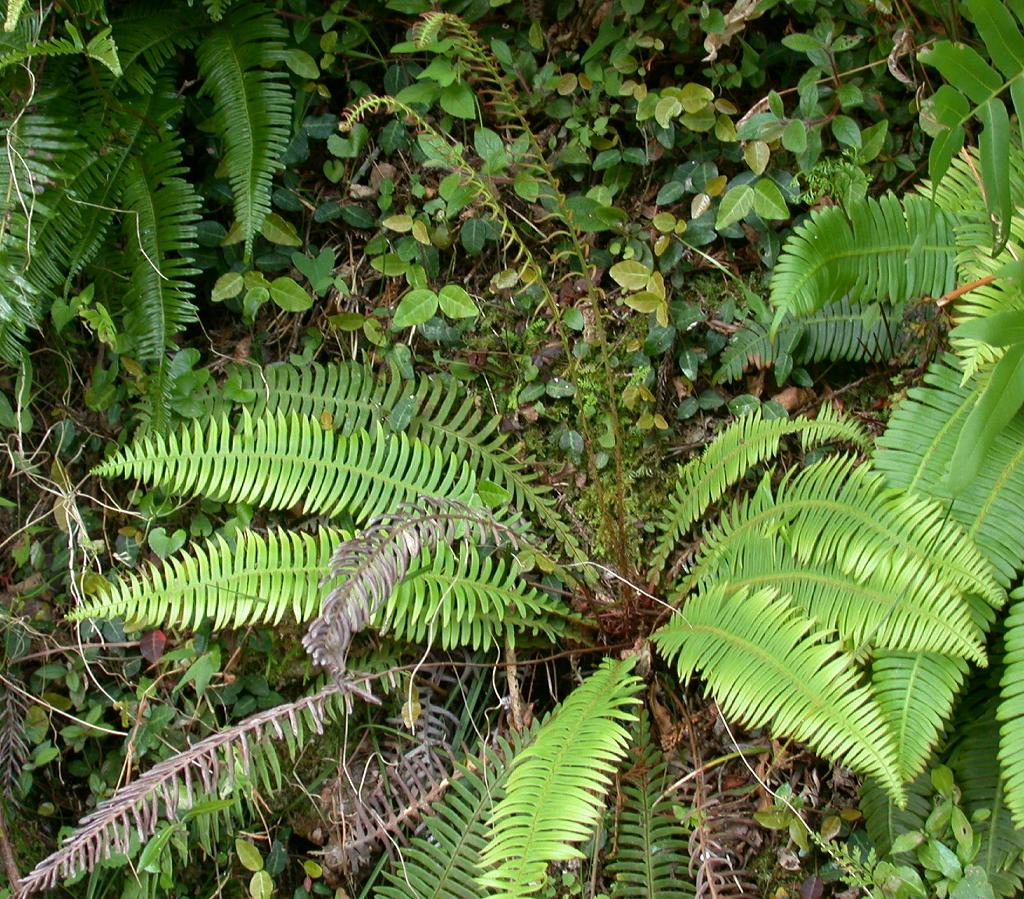
シシガシラ
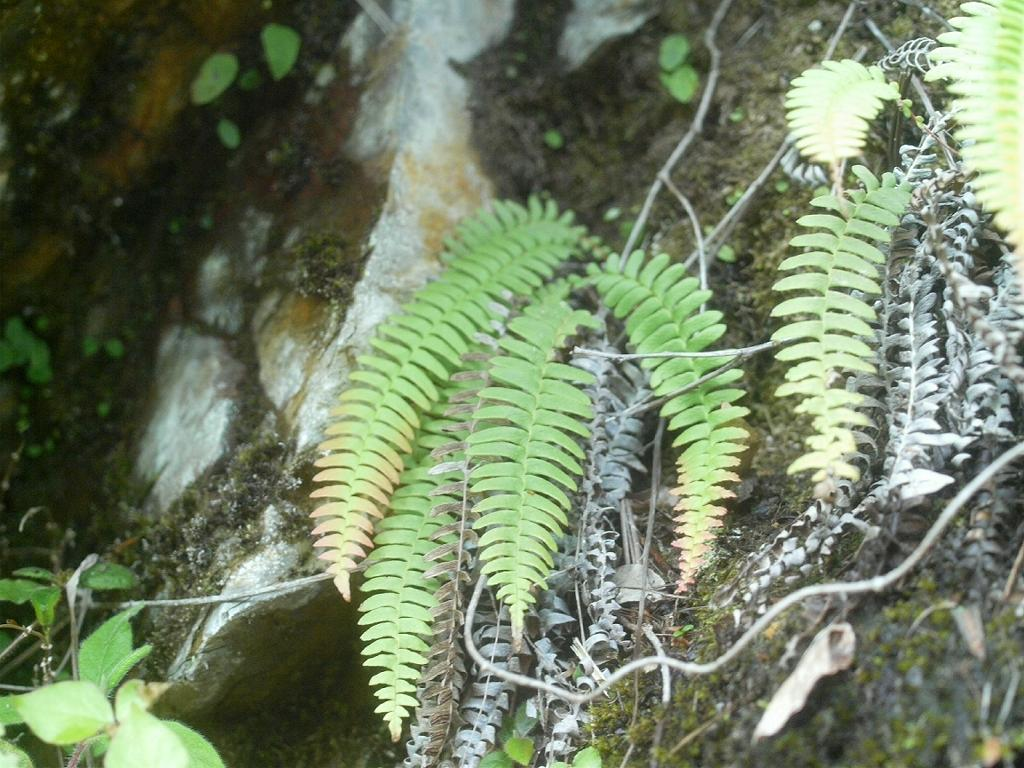
オサシダ

## 利用
食用とされるものもあり、ニュージーランドではB. capence の新芽を蒸し焼きとし、オーストラリアのアボリジニはヒリュウシダなどの根茎を食料とした。ヒリュウシダは東南アジアでは虫下しや膀胱炎の薬としても使われた。同様に薬用とされた種が他にも幾つかある。
観賞用として用いられるものもある。ブラジルシシガシラ B. brasiliense やギッブム B. gibbum がよく知られる。後者は木生シダになり、高さ90cmに達する。

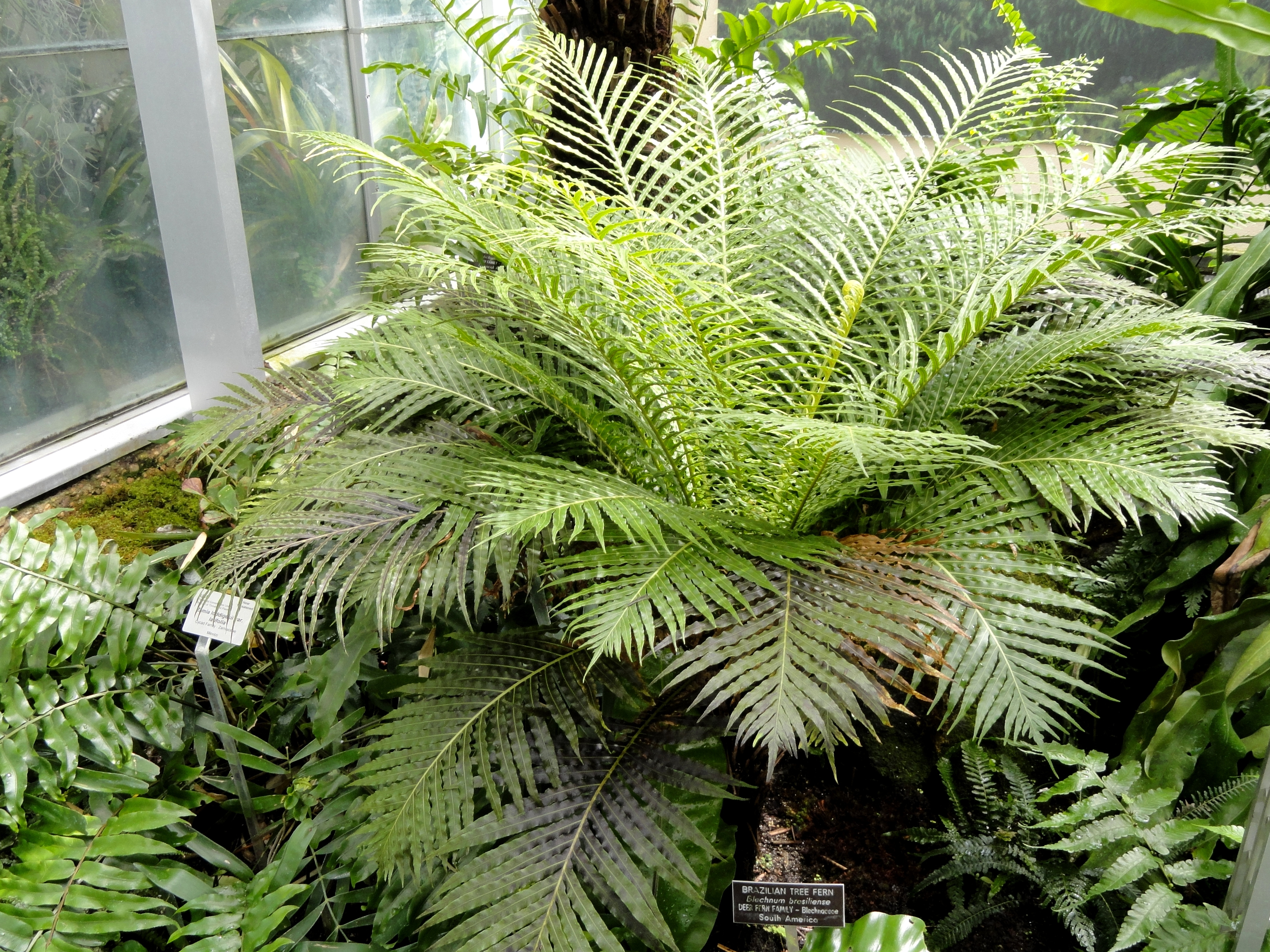
ブラジルシシガシラ
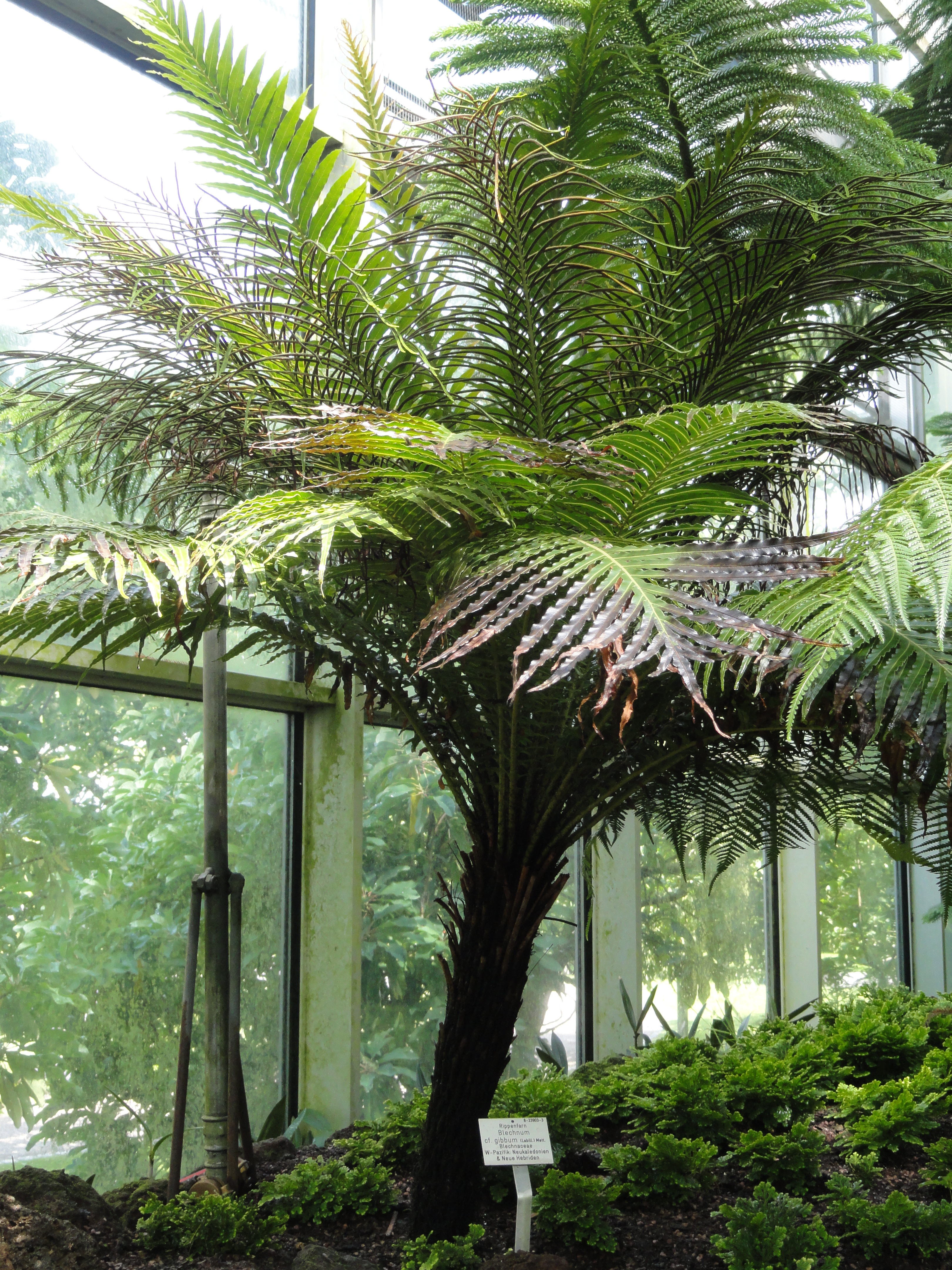
ブレクヌム・ギッブム